# Рудківська міська територіальна громада
Рудківська міська громада — територіальна громада в Україні, в Самбірському районі Львівської області. Адміністративний центр — місто Рудки.
Утворена у 2017 році шляхом об'єднання Рудківської міської та Погірцівської, Підгайчиківської, Сусолівської та Чайковицької сільських рад. З 2020 р. доєдналися Луківська сільська рада, Купновицька сільська рада, Вощанцівська сільська рада, Михайлевицька сільська рада, Никловицька сільська рада, Новосілко-Гостиннівська сільська рада, Розділненська сільська рада, Вишнянська сільська рада.

## Населені пункти
До складу Рудківської громади входить 1 місто (Рудки) (5780ос.) та 33 села:
- Ваньковичі (288 осіб);
- Вишня (1354 особи);
- Вістовичі (575 осіб);
- Вощанці (460 осіб);
- Долобів (732 особи);
- Загір'я (763 особи);
- Загір'я (169 осіб);
- Задністряни (392 особи);
- Канафости (249 осіб));
- Колбаєвичі (582 особи);
- Конюшки-Королівські (255 осіб);
- Конюшки-Тулиголівські (260 осіб);
- Круковець (63 особи);
- Купновичі (357 осіб);
- Луки (1016 осіб);
- Малинів (27 осіб));
- Михайлевичі (801 особи);
- Нижнє (234 особи);
- Никловичі (431 осіб);
- Новий Острів (103 особи);
- Новосілки-Гостинні (1311 осіб));
- Орховичі (248 осіб);
- Острів (620 осіб);
- Підгайчики (2135 осіб);
- Погірці (1292 особи);
- Подільці (162 особи);
- Роздільне (345 осіб);
- Сусолів (626 осіб);
- Хлопчиці (1480 осіб);
- Чайковичі (1466 осіб);
- Чернихів (399 осіб);
- Шептичі (243 особи);
- Яремків (121 осіб).

## Керівництво
Голова Рудківської громади — Лозинський Іван Михайлович